# Cormeilles-en-Vexin
Pour les articles homonymes, voir Cormeilles.
Cormeilles-en-Vexin est une commune du département du Val-d'Oise, en région Île-de-France.
Ses habitants sont appelés les Cormeillois.

## Géographie

### Localisation
Le village est situé au flanc d'une colline. La commune fait partie du parc naturel régional du Vexin français. L'aéroport de Pontoise - Cormeilles-en-Vexin, destiné aux avions de tourisme et de loisir, est situé en partie sur le territoire de la commune.
La commune est desservie par :
- la D 915 (ancienne N 15) qui contourne le village par l'est et mène vers le nord-ouest à Marines, Gisors et Dieppe et vers le sud-est à Cergy-Pontoise et Paris ;
- la D 190 venant de Ableiges, qui passe au centre du village et continue vers le nord jusqu'à Bréançon.

Plusieurs lignes du réseau de bus du Vexin desservent le village de Cormeilles-en-Vexin :
- 95.08 : Chars, Centre-Ville ↔ Cergy, Préfecture / RER via Pontoise, Place du Général de Gaulle ;
- 95.08 : Chars, Centre-Ville ↔ Cergy, Préfecture / RER via Pontoise, Marcouville ;
- 95.08 : Marines, Collège Les Hautiers ↔ Pontoise, Place du Général de Gaulle ;
- 95.34 : Marines, Collège Les Hautiers ↔ Sagy, Saillancourt Place.

Paysages de la commune
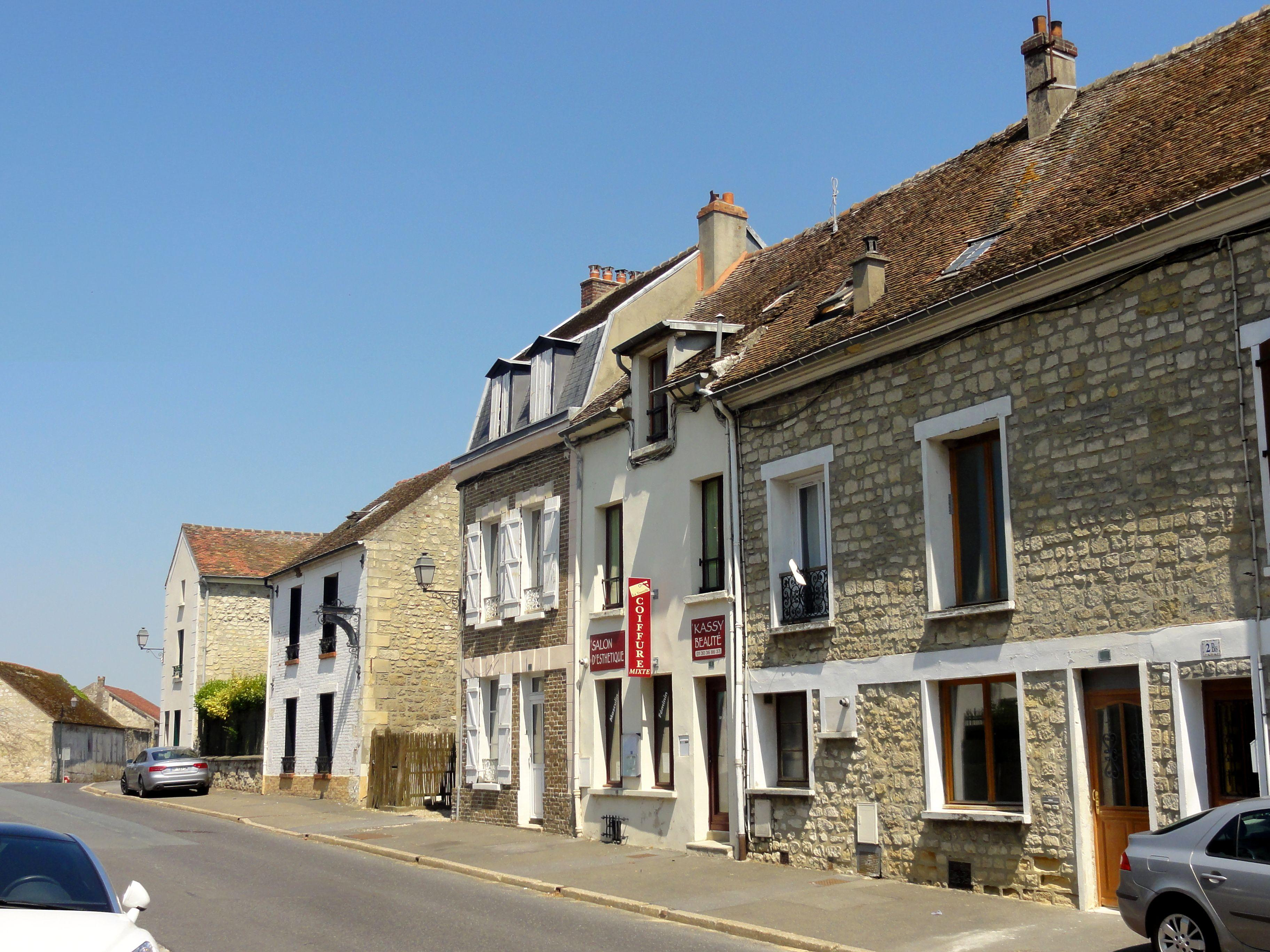
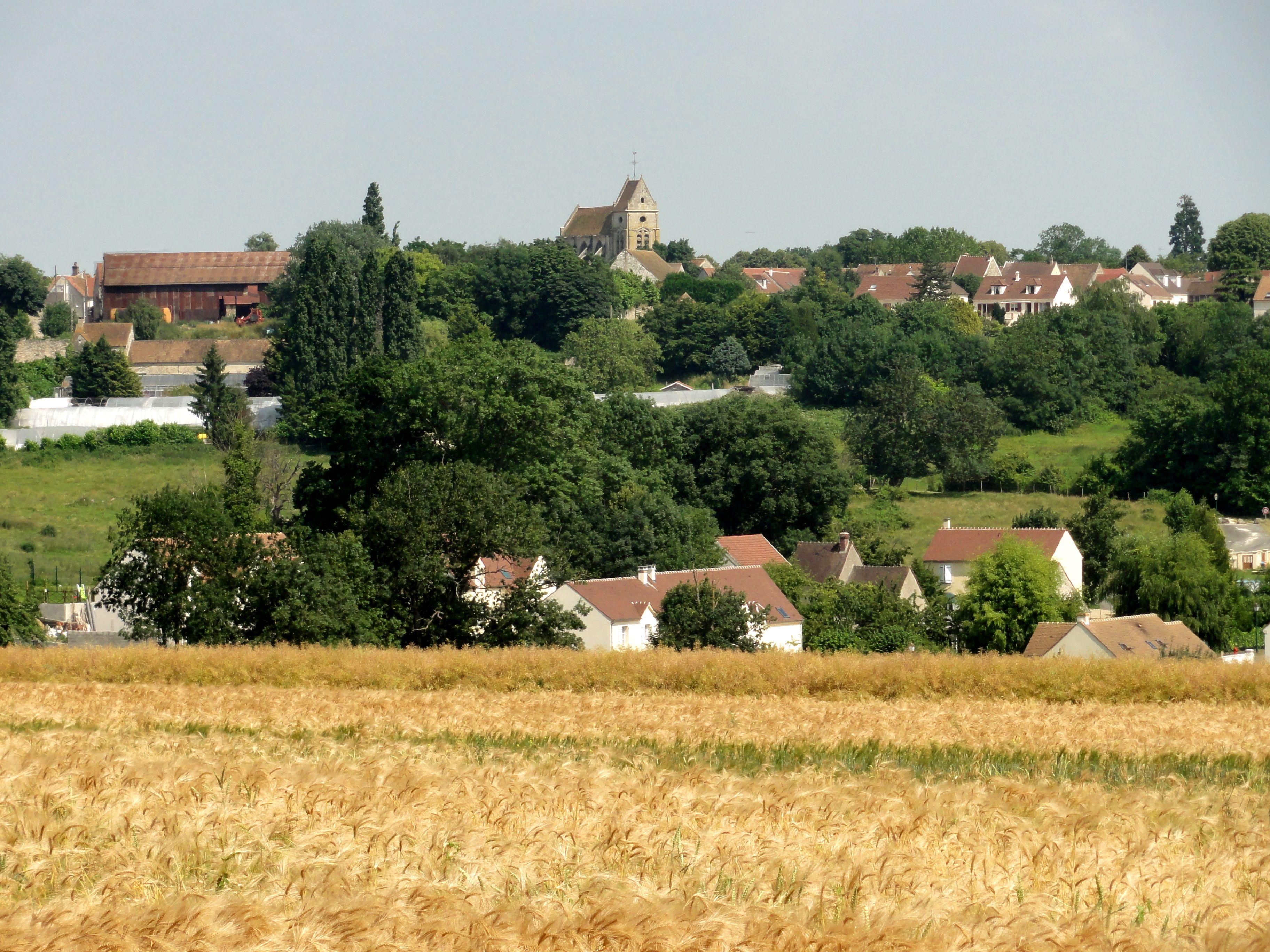

### Communes limitrophes
|            | Bréançon            |                              |
| Frémécourt | Cormeilles-en-Vexin | Grisy-les-Plâtres            |
| Ableiges   | Montgeroult         | Boissy-l'Aillerie, Génicourt |

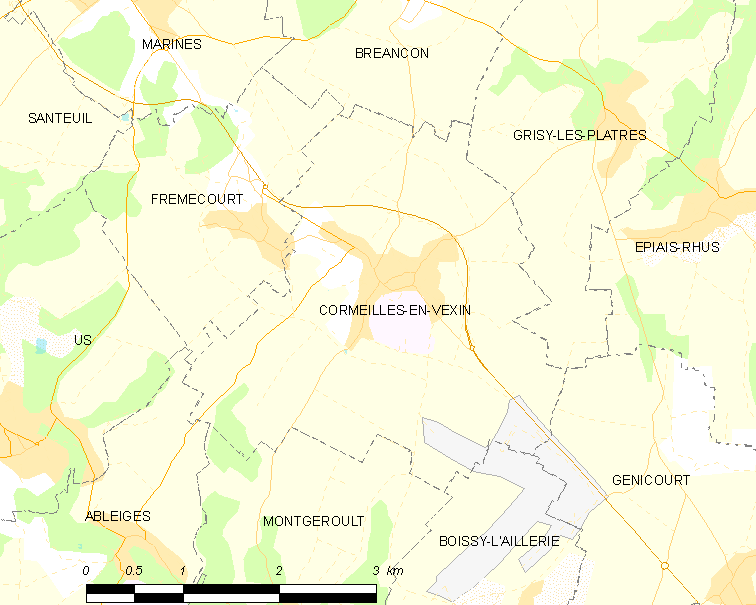
Carte de la commune.
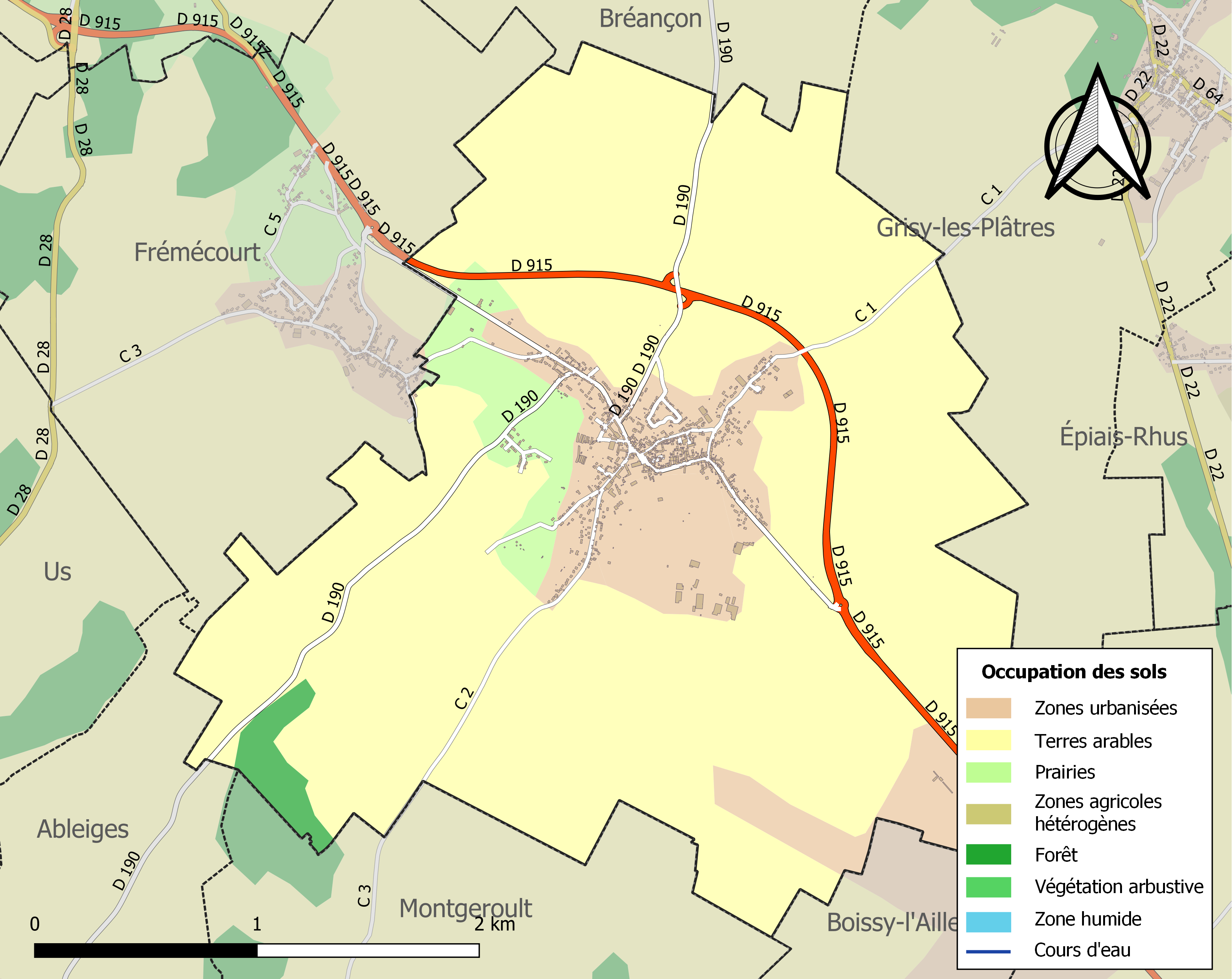
Occupation des sols.

### Climat
Pour des articles plus généraux, voir Climat de l'Île-de-France et Climat du Val-d'Oise.
En 2010, le climat de la commune est de type climat océanique dégradé des plaines du Centre et du Nord, selon une étude du CNRS s'appuyant sur une série de données couvrant la période 1971-2000. En 2020, Météo-France publie une typologie des climats de la France métropolitaine dans laquelle la commune est exposée à un climat océanique et est dans la région climatique Sud-ouest du bassin Parisien, caractérisée par une faible pluviométrie, notamment au printemps (120 à 150 mm) et un hiver froid (3,5 °C).
Pour la période 1971-2000, la température annuelle moyenne est de 11 °C, avec une amplitude thermique annuelle de 14,8 °C. Le cumul annuel moyen de précipitations est de 701 mm, avec 11,8 jours de précipitations en janvier et 7,9 jours en juillet. Pour la période 1991-2020, la température moyenne annuelle observée sur la station météorologique la plus proche, située sur la commune de Boissy-l'Aillerie à 6 km à vol d'oiseau, est de 11,2 °C et le cumul annuel moyen de précipitations est de 635,8 mm,. Pour l'avenir, les paramètres climatiques de la commune estimés pour 2050 selon différents scénarios d'émission de gaz à effet de serre sont consultables sur un site dédié publié par Météo-France en novembre 2022.

## Urbanisme

### Typologie
Au 1er janvier 2024, Cormeilles-en-Vexin est catégorisée bourg rural, selon la nouvelle grille communale de densité à sept niveaux définie par l'Insee en 2022.
Elle est située hors unité urbaine. Par ailleurs la commune fait partie de l'aire d'attraction de Paris, dont elle est une commune de la couronne,. Cette aire regroupe 1 929 communes,.

## Toponymie

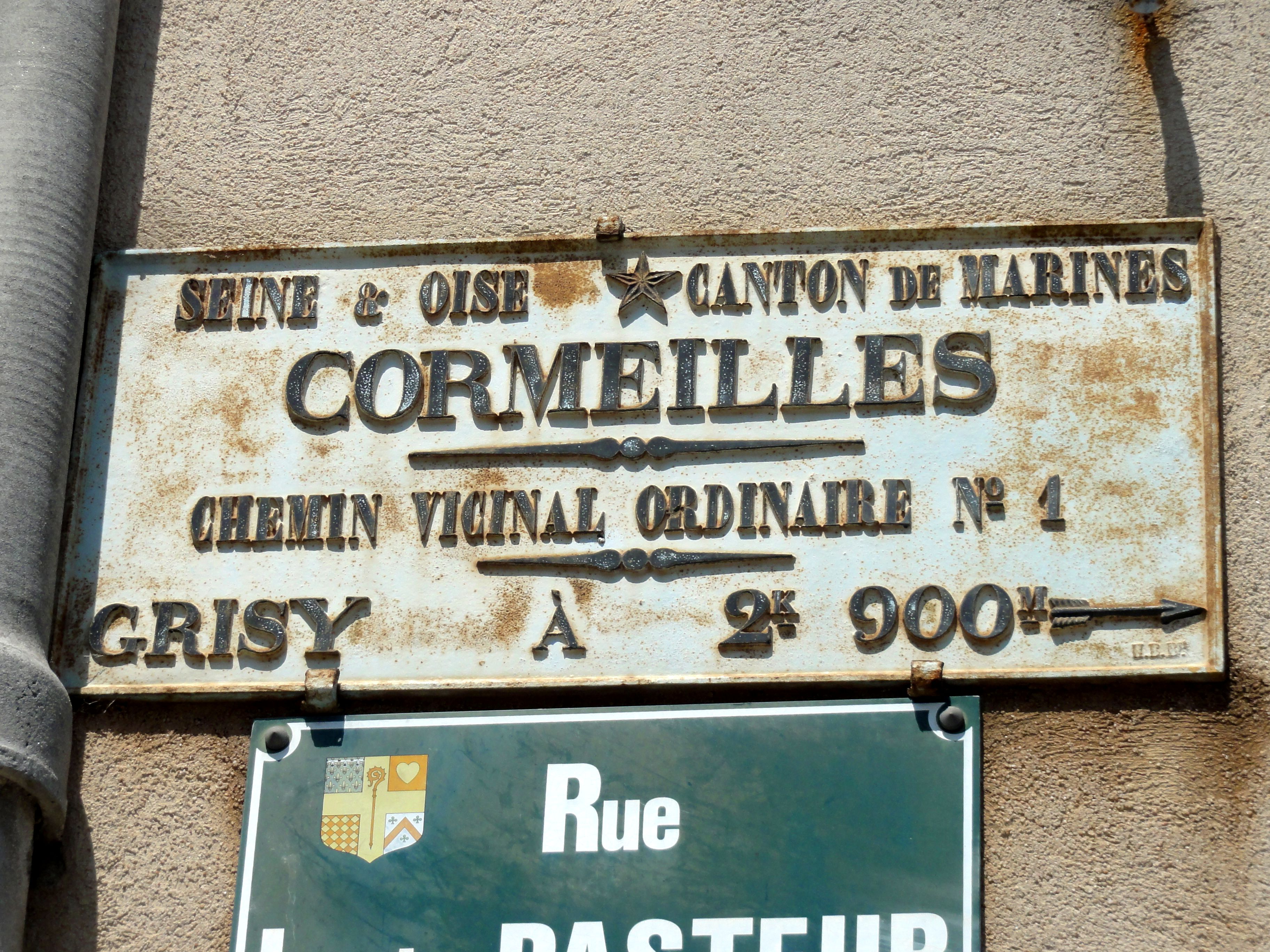
Plaque de cocher.

Le toponyme Cormeilles est issu de l'ancien français cormeille « cormier », pluriel de l'oïl cormeille « sorte de fruit », qui a dû signifier « sorbier, ensemble de sorbiers » et qui est un dérivé de l'oïl corme, d'origine gauloise : du latin populaire corma, du gaulois curmi « cervoise » (cf. irlandais coirm, gallois cwrwf, breton korev), en raison de l'ancien cidre de cormes.

## Politique et administration

### Rattachements administratifs et électoraux
Antérieurement à la loi du 10 juillet 1964, la commune faisait partie du département de Seine-et-Oise. La réorganisation de la région parisienne en 1964 fit que la commune appartient désormais au département du  Val-d'Oise et à son arrondissement de Pontoise, après un transfert administratif effectif au 1er janvier 1968.
Pour l'élection des députés, elle fait partie de la première circonscription du Val-d'Oise.
Elle faisait partie depuis 1801 du canton de Marines. Dans le cadre du redécoupage cantonal de 2014 en France, la commune intègre le canton de Pontoise.

### Intercommunalité
La commune, initialement membre de la communauté de communes Val de Viosne, est membre, depuis le 1er janvier 2013, de la communauté de communes Vexin centre.
En effet, cette dernière a été constituée le 1er janvier 2013 par la fusion de la communauté de communes des Trois Vallées du Vexin (12 communes), de la communauté de communes Val de Viosne (14 communes) et  de la communauté de communes du Plateau du Vexin (8 communes), conformément aux prévisions du schéma départemental de coopération intercommunale du Val-d'Oise approuvé le 11 novembre 2011.

### Liste des maires
| Période                                  | Période                       | Identité       | Étiquette | Qualité |
| ---------------------------------------- | ----------------------------- | -------------- | --------- | --- |
| Les données manquantes sont à compléter. |                               |                |           | |
| mars 1971                                | avril 2013                    | Jean Pichery   | DVD       | Conseiller général de Marines (1992 → 2013) Président du SM du PNR du Vexin français (2011 → 2013) Décédé en fonctions |
| juin 2013                                | mars 2014                     | René Lecomte   |           | |
| mars 2014                                | février 2018                  | Jacques Bellet |           | Commandant de police retraité Démissionnaire                                                                           |
| février 2018                             | En cours (au 2 décembre 2020) | Aline Sauret   |           | Cadre supérieur du secteur privé Réélue pour le mandat 2020-2026                                                       |

## Population et société

### Démographie
L'évolution du nombre d'habitants est connue à travers les recensements de la population effectués dans la commune depuis 1793. Pour les communes de moins de 10 000 habitants, une enquête de recensement portant sur toute la population est réalisée tous les cinq ans, les populations de référence des années intermédiaires étant quant à elles estimées par interpolation ou extrapolation. Pour la commune, le premier recensement exhaustif entrant dans le cadre du nouveau dispositif a été réalisé en 2005.

En 2022, la commune comptait 1 294 habitants, en évolution de −6,16 % par rapport à 2016 (Val-d'Oise : +4 %, France hors Mayotte : +2,11 %).
| 1793 | 1800 | 1806 | 1821 | 1831 | 1836 | 1841 | 1846 | 1851 |
| ---- | ---- | ---- | ---- | ---- | ---- | ---- | ---- | ---- |
| 822  | 824  | 845  | 874  | 958  | 950  | 906  | 941  | 875  |

| 1856 | 1861 | 1866 | 1872 | 1876 | 1881 | 1886 | 1891 | 1896 |
| ---- | ---- | ---- | ---- | ---- | ---- | ---- | ---- | ---- |
| 877  | 848  | 880  | 794  | 791  | 814  | 714  | 709  | 691  |

| 1901 | 1906 | 1911 | 1921 | 1926 | 1931 | 1936 | 1946 | 1954 |
| ---- | ---- | ---- | ---- | ---- | ---- | ---- | ---- | ---- |
| 657  | 660  | 597  | 573  | 604  | 558  | 532  | 527  | 626  |

| 1962 | 1968 | 1975 | 1982 | 1990 | 1999 | 2005 | 2006 | 2010  |
| ---- | ---- | ---- | ---- | ---- | ---- | ---- | ---- | ----- |
| 636  | 664  | 729  | 761  | 802  | 863  | 954  | 974  | 1 112 |

| 2015  | 2020  | 2022  | - | - | - | - | - | - |
| ----- | ----- | ----- | - | - | - | - | - | - |
| 1 350 | 1 298 | 1 294 | - | - | - | - | - | - |

### Sports
Le village dispose[Quand ?] des équipements suivants[réf. nécessaire] : Un complexe de karting avec trois pistes homologuées par la Fédération française du sport automobile (FFSA), une piste compétition aux normes internationales de 1 200 m × 9 m, une piste loisir de 900 m × 7 m et une piste enfants de 200 m.
Un club de tennis (TCCV) disposant de 2 courts extérieurs (Top Sand et Béton Poreux). Le club est affilié à la FFT et dispense des cours enfants et adultes et participe régulièrement aux compétitions départementales. http://www.tccv.fr

## Culture locale et patrimoine

### Lieux et monuments

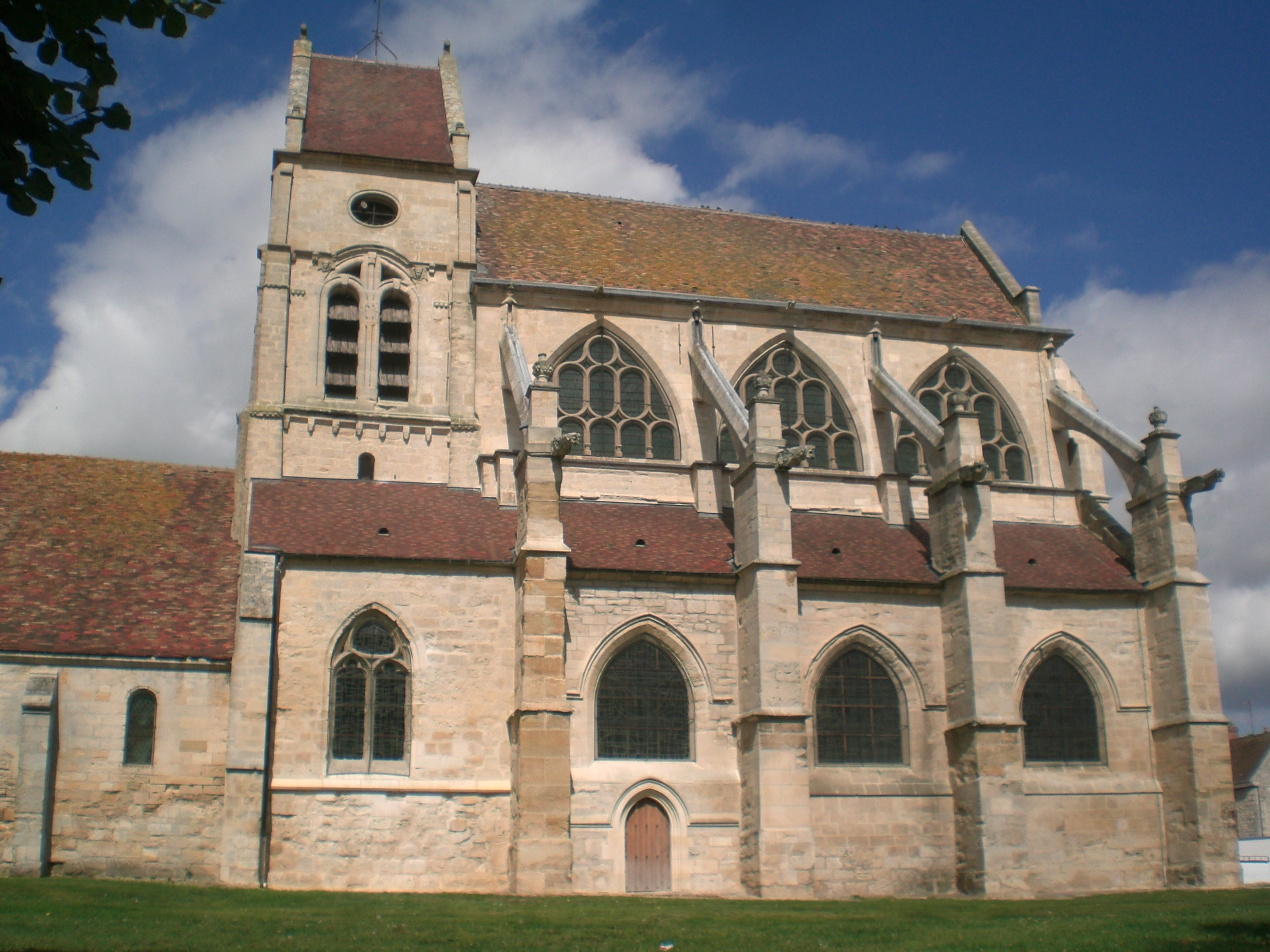
Église Saint-Martin, vue du sud.

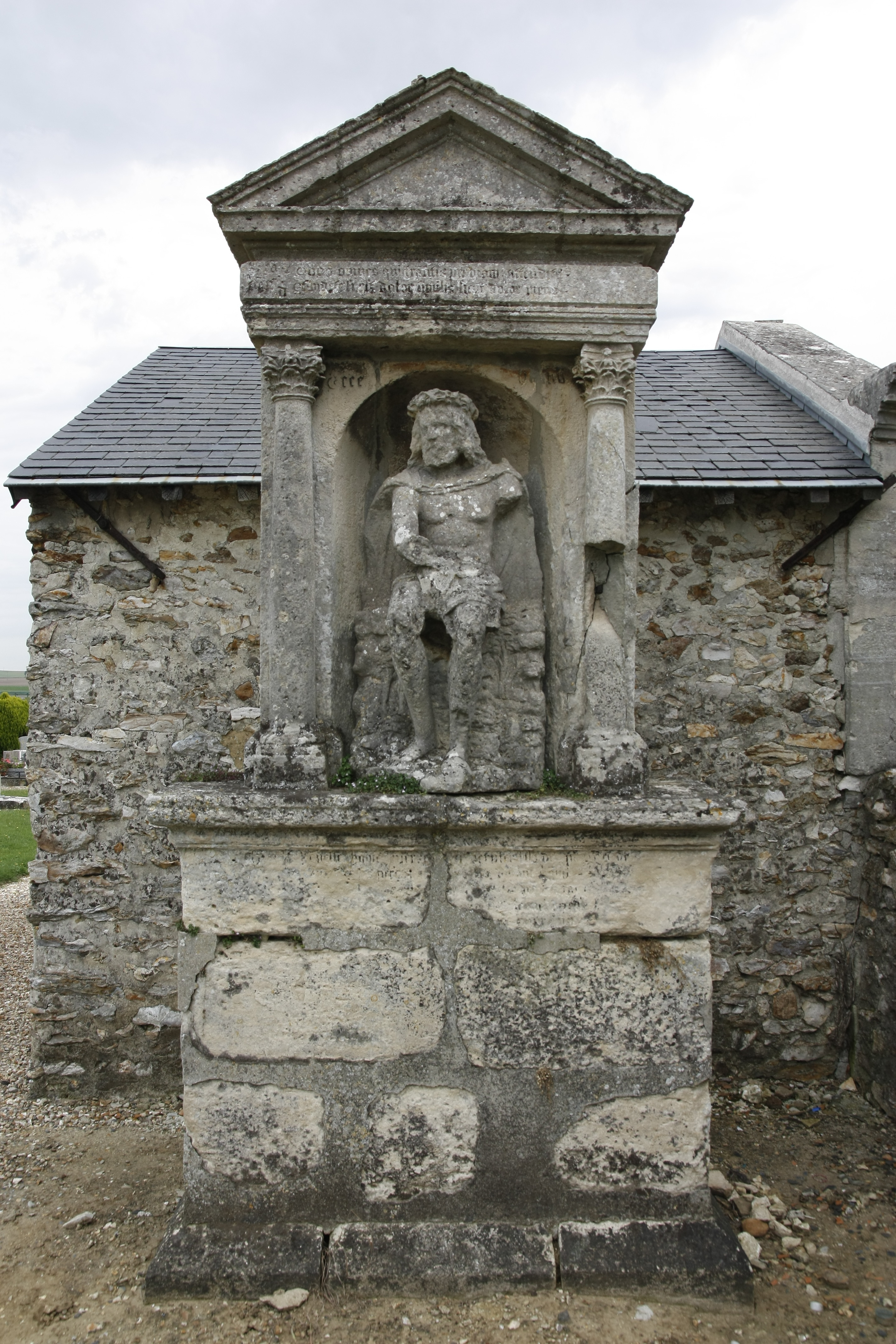
Monument de l'Ecce homo.

Cormeilles-en-Vexin compte deux monuments historiques sur son territoire.
- Église Saint-Martin, rue Guynemer (classée monument historique en 1911[27]) : 
La construction de l'église commence en 1120 avec la nef romane et ses bas-côtés, mais prend du retard en raison de l'éloignement des carrières et des attaques par des loups. 
Le transept date encore d'une précédente église de la fin du XIe siècle et conserve ses voûtes d'origine, alors que le chœur n'est édifié que pendant la seconde moitié du XIIIe siècle dans le style gothique. La nef basse et aveugle de cinq travées est d'une facture simple, et les bas-côtés gardent leurs étroites baies plein cintre. Les voûtes de cette partie de l'église datent de la première moitié du XIIIe siècle et ont entraîné la suppression des fenêtres hautes, avant que nef et bas-côtés ne soient recouverts par une toiture commune. 
Le portail occidental comporte une porte rectangulaire avec un linteau bipartite, surmonté d'un arc de décharge plein cintre orné d'un cordon de billettes. Le tympan est nu. En haut du portail, une baie semblable à celle des bas-côtés éclaire la nef. 
Le porche ayant défiguré longtemps cette façade n'a été abattu que pendant les années 1980, dans le cadre de la restauration de l'église. 
Le transept et le clocher en bâtière central se dressant au-dessus de la croisée du transept étaient à la base purement romans, mais de nouvelles fenêtres ont été percées au moment de la construction du chœur. Le chœur de trois travées au chevet plat dépasse nettement en hauteur la nef. Tout comme le transept, il ne conserve pas son apparence d'origine, mais se présente dans un style gothique flamboyant depuis les remaniements du XVIe siècle. Les voûtes ont alors été refaites (à moins qu'elles n'avaient pas encore été construites), de nouvelles fenêtres ont été percées, et des arcs-boutants construits. Ils sont au nombre de quatre par façade et d'une forme élégante. L'eau pluviale est évacuée par des gargouilles renvoyant à l'époque gothique, mais en même temps, des vases du goût de la Renaissance couronnent les contreforts. Les fenêtres en tiers-point du chœur sont de proportions inhabituelles, car dépourvues de piédroits. 
La grande verrière du chevet présente un remplage de quatre lancettes formées par de fines colonnettes à chapiteaux, surmontées par une rosace par paire de deux lancettes, puis d'une grande rosace en haut. Le remplage de la baie haute du chevet est également celle d'une rosace, bien que la baie soit à base droite. 
Comme dernier remaniement, le clocher a été rehaussé d'un court étage en 1580. Chaque face est percée d'un œil-de-bœuf, les baies abat-son se trouvant sur le niveau inférieur. Deux baies géminées plein cintre par face sont entourées de gros boudins, et s'inscrivent dans une arcade plein cintre flanquée de deux modillons sculptés en masques à la hauteur de l'ancienne corniche. L'intérieur du chœur est doté d'un triforium[28],[29],[30].

- Monument de l'Ecce homo, au cimetière, RD 190 (classé monument historique en 1942[31]) : il s'agit d'une petite niche posée sur un socle maçonné, et présentant une statue mutilée du Christ au moment de sa résurrection. La niche, en plein cintre, est flanquée de deux colonnes corinthiennes et surmontée d'une métope avec une inscription devenue à peu près illisible, puis d'un fronton triangulaire.

On peut également noter :
- Presbytère, à côté de l'église[30].
- Fontaine publique : elle se situe au-dessous du niveau de la rue, sous une arcade plein cintre. Le terre-plein devant la fontaine est entouré de murs de soutènement, et un escalier en pierre y donne accès. Dans sa forme actuelle, la fontaine daterait du XIXe siècle[30].
- Ancien relais de poste, rue Curie : situé sur l'ancienne route de Paris à Dieppe, ce grand bâtiment du XIXe siècle possède deux ailes latérales, et un porche au centre du bâtiment principal donne accès à la cour arrière. Au début du XXe siècle, le complexe a été transformé en relais de chasse, et Sarah Bernard y séjourne en 1902. Puis l'affectation change de nouveau en 1910 quand une laiterie s'y installe. Elle récupère les caves voûtées de la cour pour y entreposer les produits laitiers au frais[30].
- Calvaire, rue de Grisy : cette croix en bois remplace un crucifix en fonte du XIXe siècle, et est planté dans un socle constitué d'un amas de cailloux, symbolisant le Golgotha[30].
- Bâtiment de l'ancienne aérogare, aéroport de Pontoise - Cormeilles-en-Vexin, RD 915 : y subsiste un hangar à avions construit par les troupes allemandes en 1943, avec des impacts d'obus et de balles toujours visibles[30]. Ce hangar est actuellement utilisé pour le remisage de caravanes et aussi dans une autre partie, comme foyer rural.

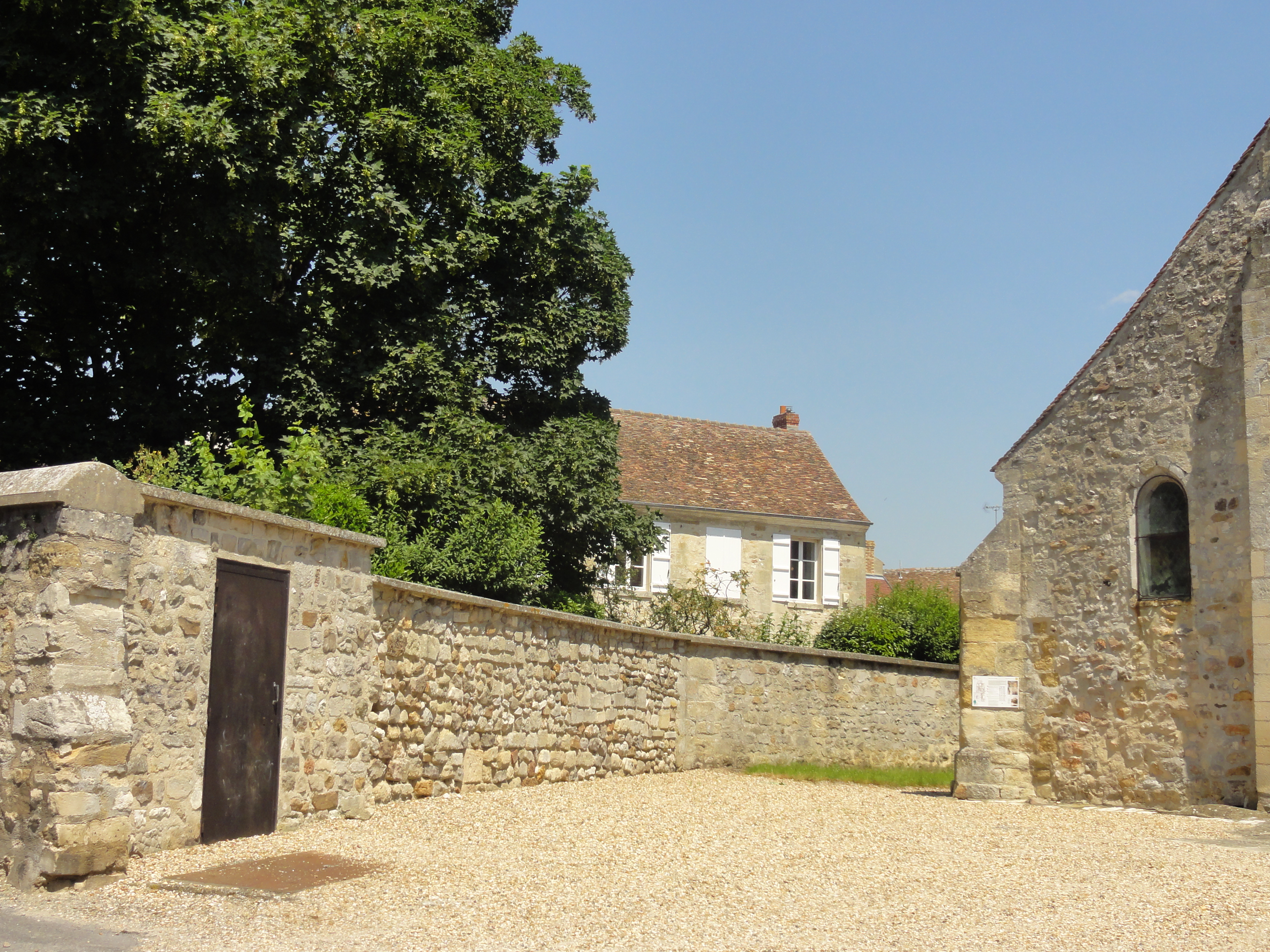
L'ancien presbytère.
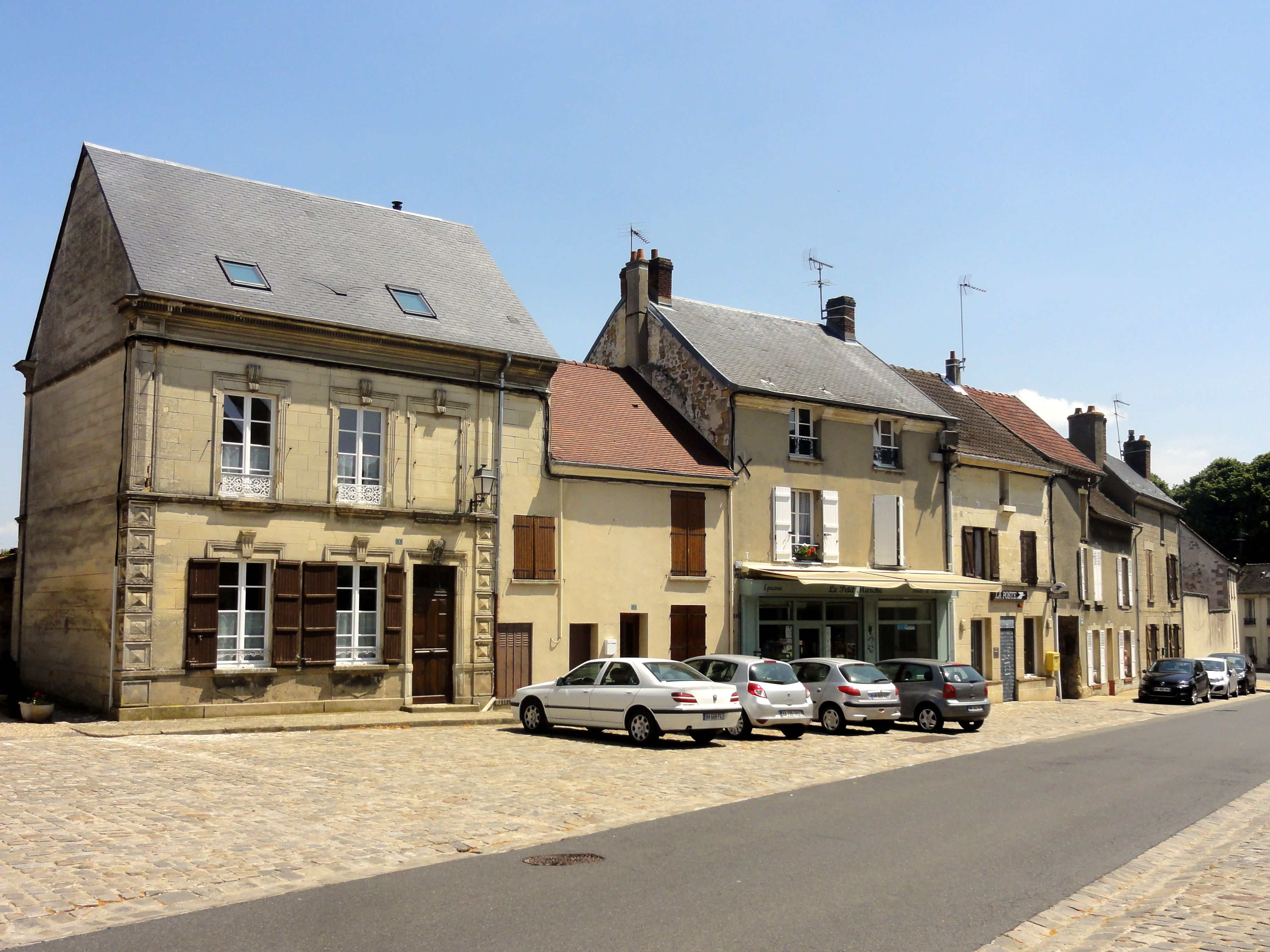
Rue Pierre-Curie.
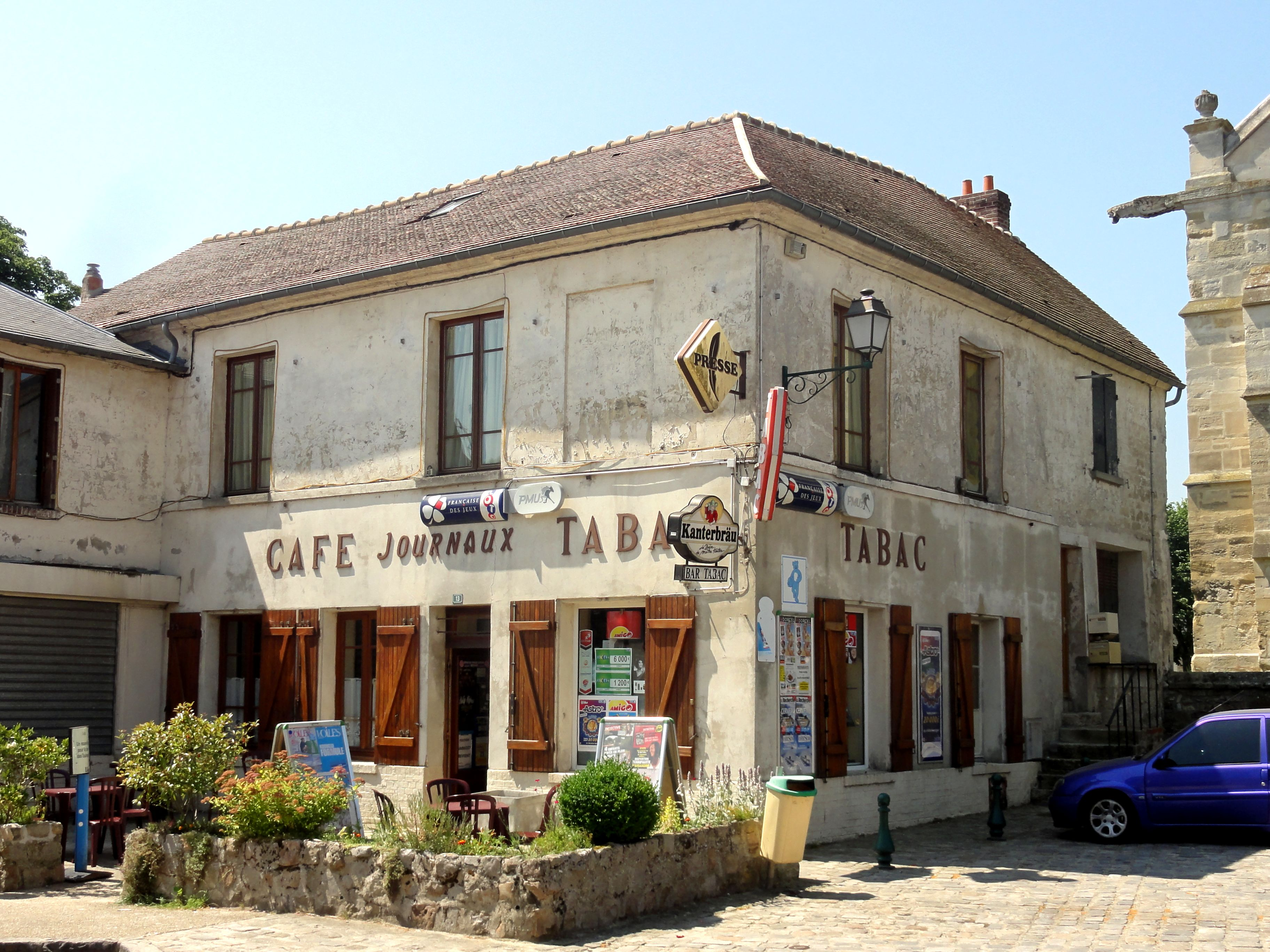
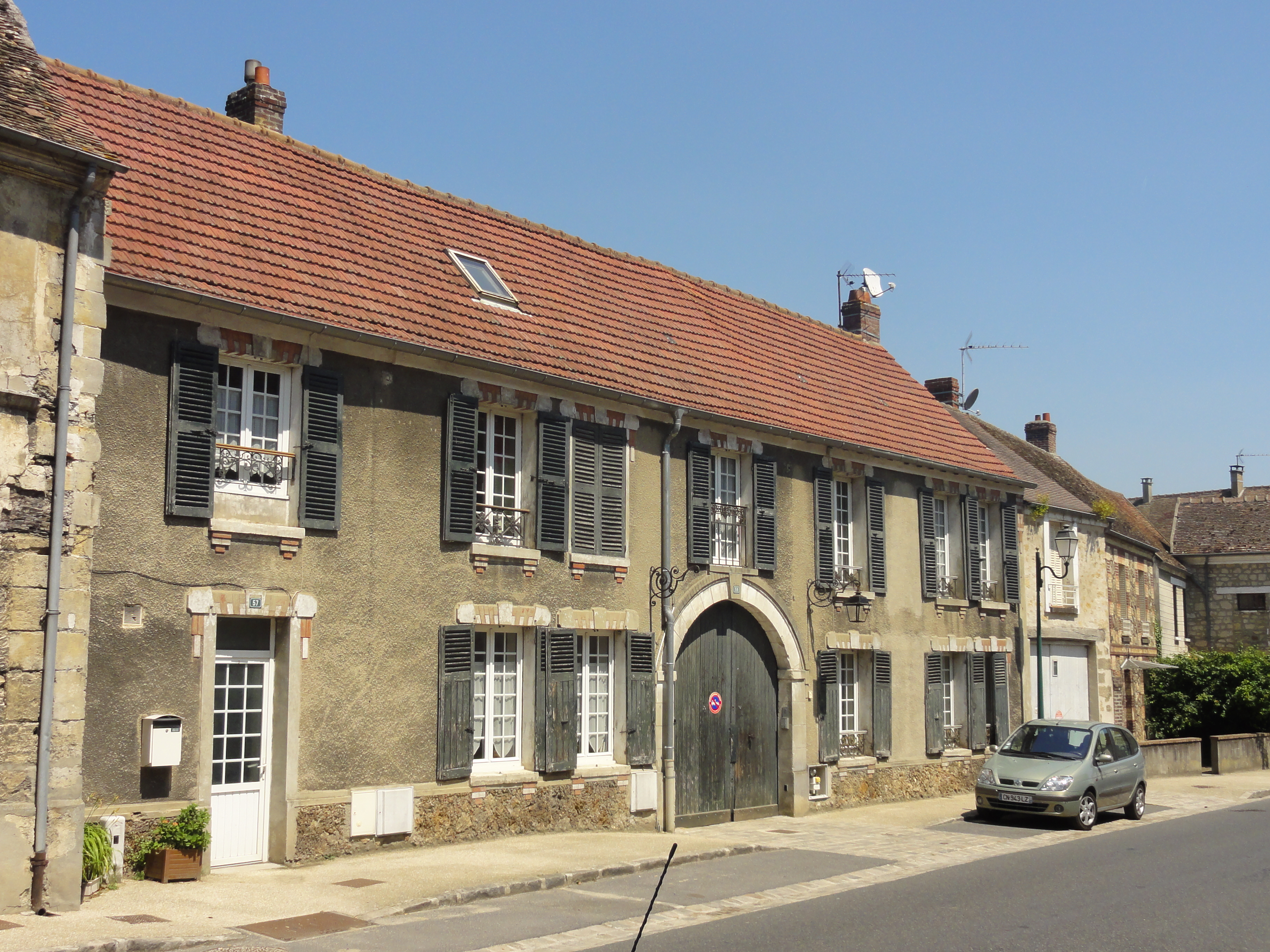
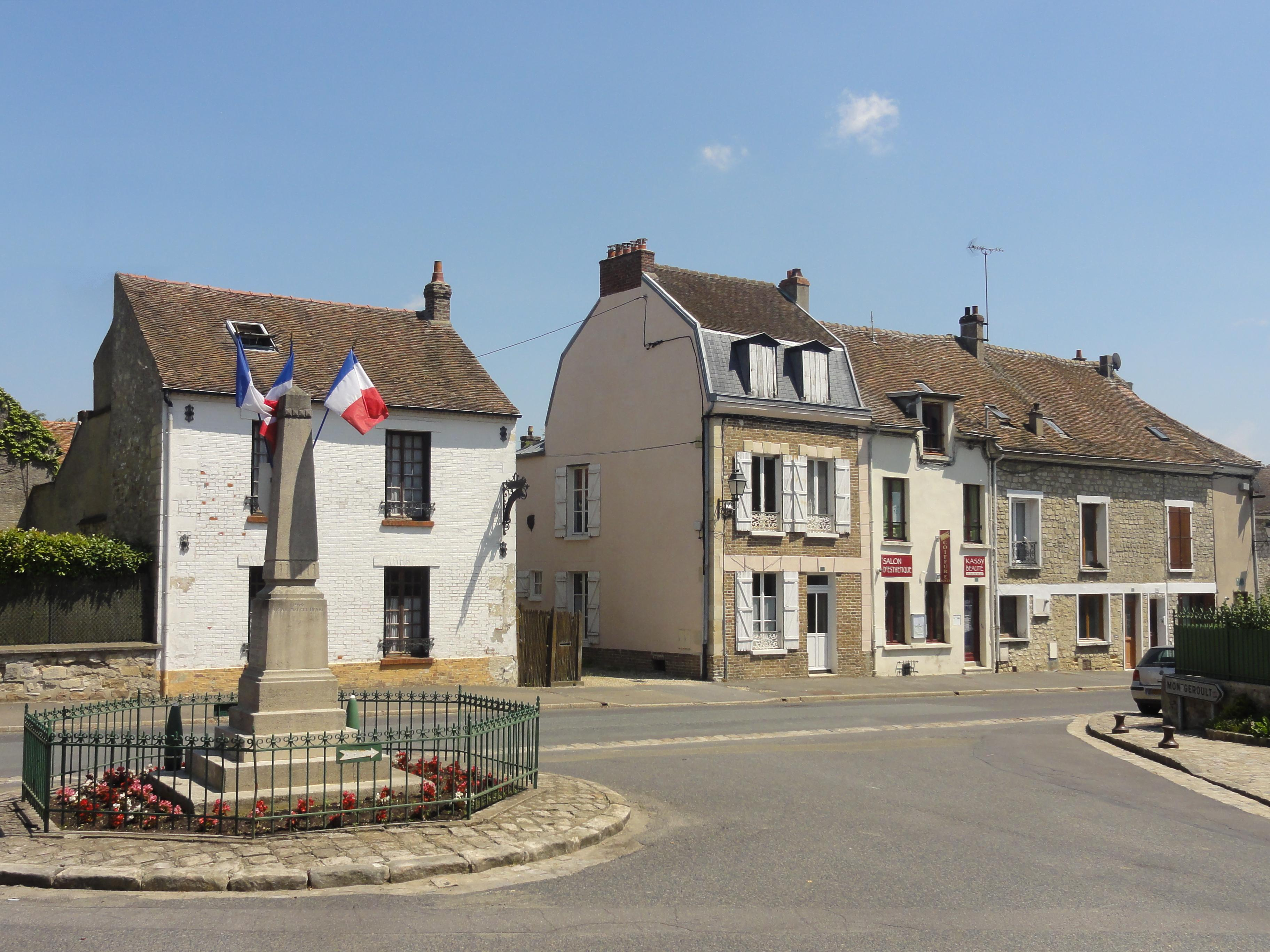
Monument aux morts.

### Personnalités liées à la commune
- Francis Carco a vécu au  Château Vert.
- Octave Mirbeau a vécu à Cormeilles-en-Vexin de 1904 à 1909. Il y écrit Dingo (paru en 1913), un portrait acide des habitants du village rebaptisé « Ponteilles-en-Barcis »[32].
- Jean-Éric Vergne, commence le karting à quatre ans sur le circuit de Cormeilles-en-Vexin dont son père est propriétaire.

### Héraldique
| Blason de Cormeilles-en-Vexin | Blason  | Écartelé, au premier d'azur semé de fleurs de lys d'or brisé en chef d'un lambel d'hermine, au deuxième de gueules au cœur d'or, au troisième losangé d'or et de gueules, au quatrième d'argent au chevron de gueules accompagné de trois trèfles de sinople ; à la croix d'or brochant sur la partition chargée d'une crosse de gueules. |
| Blason de Cormeilles-en-Vexin | Détails | |